# Кумсай (Кумжарганський сільський округ)
Кумса́й (каз. Құмсай) — село у складі Мугалжарського району Актюбінської області Казахстану. Входить до складу Кумжарганського сільського округу.
У радянські часи село називалося Нова Жизнь.
Населення — 36 осіб (2021; 170 у 2009, 180 у 1999, 272 у 1989).